# Liga Profesional de Omán 2014-15
La Liga Profesional de Omán 2014-15 (también conocida como Liga Profesional Omantel por razones de patrocinio) es la 39na edición de la máxima división del fútbol en Omán. 
La temporada comenzó el 11 de septiembre de 2014, y concluyó el 23 de mayo de 2015. El Al-Nahda Club es el actual campeón de la liga, habiendo obtenido su tercer título la temporada anterior.

## Equipos
La liga tendrá esta temporada 14 equipos. Los clubes Majees SC y Al-Ittihad Club fueron relegados a la Primera División después de finalizar en la zona de descenso en la temporada anterior. El Al-Nasr SC permaneció en la máxima categoría, al ganar el repechaje disputado con el equipo de la Primera División Al-Mudhaibi SC. Los dos clubes descendidos fueron sustituidos por el ganador de la Primera División: Al-Khabourah SC, y subcampeón Bowsher Club.
El campeón y subcampeón califican a la Copa de la AFC 2016

### Datos generales
| Club         | Ciudad       | Entrenador           | Estadio                                                                 | Capacidad     |
| ------------ | ------------ | -------------------- | ----------------------------------------------------------------------- | ------------- |
| Al-Khabourah | Al-Khabourah | Sherif El-Khashab    | Complejo Deportio Nizwa                                                 | 10,000        |
| Al-Musannah  | Al-Musannah  | Musabah Al-Saadi     | Estadio Al-Seeb                                                         | 14,000        |
| Al-Nahda     | Al Buraimi   | Bernardo Tavares     | Complejo Deportivo Al-Buraimi                                           | 10,000        |
| Al-Nasr      | Salalah      | Edo Flego            | Al-Saada Complejo Deportivo Salalah                                     | 12,000 8,000  |
| Al-Oruba     | Sur          | Philippe Burle       | Complejo Deportivo Sur                                                  | 8,000         |
| Al-Seeb      | Al-Seeb      | Emad Dahbour         | Al-Seeb                                                                 | 14,000        |
| Al-Shabab    | Barka        | Mubarak Al-Gheilani  | Al-Seeb                                                                 | 14,000        |
| Al-Suwaiq    | Al-Suwaiq    | Abderrazak Khairi    | Al-Seeb                                                                 | 14,000        |
| Bowsher Club | Bowsher      | Željko Markov        | Complejo Deportivo del Sultan Qaboos Estadio de la Policía Real de Omán | 39,000 18,000 |
| Dhofar Club  | Salalah      | Grigore Sichitiu     | Al-Saada Complejo Deportivo Salalah                                     | 12,000 8,000  |
| Fanja SC     | Fanja        | Abdulraheem Al-Hajri | Estadio Al-Seeb                                                         | 14,000        |
| Saham        | Saham        | Branko Smiljanić     | Regional Sohar                                                          | 19,000        |
| Sohar        | Sohar        | Ibrahim Al-Balushi   | Regional Sohar                                                          | 19,000        |
| Sur Club     | Sur          | Youssef Al-Rafaly    | Complejo Deportivo Sur                                                  | 8,000         |

### Jugadores extranjeros
Se restringe el número de jugadores extranjeros a cuatro por equipo, incluyendo un cupo para jugadores de la AFC. Un equipo puede usar los cuatro jugadores extranjeros, incluyendo el jugador de la AFC.
| Club         | Jugador 1           | Jugador 2           | Jugador 3          | Jugador AFC        |
| ------------ | ------------------- | ------------------- | ------------------ | ------------------ |
| Al-Khabourah | Ahmed Salama        | Nasouh Al Nakdali   | Samer Salem        |                    |
| Al-Musannah  | David da Silva      | Jarlisson Pereira   | Igor Luiz          | Mahmoud Al-Youssef |
| Al-Nahda     | Daniel Odafin       | Ely Cheikh Voullany | Montassar Lahfidhi | Ahmed Hatamleh     |
| Al-Nasr      | Koffi Mechac        | Mohamed Ablaye      | Jamal Mohammed     | Hamza Salameh      |
| Al Oruba SC  | Ángel Carrascosa    | Guilherme Morano    | Hammed Adesope     | Pedro Henrique     |
| Al-Seeb      | Srdjan Vidakovic    | Juma Mpongo         | Mohannad Ibrahim   | Khaled Al-Brijawi  |
| Al-Shabab    | Lucas Gaúcho        | Douglas Silveira    | Kléber             | Amro Jenyat        |
| Al-Suwaiq    | Abdoulaye Koffi     | Aboubacar Magassa   | Youssef El Basri   | Mohammed Ebrahim   |
| Bowsher Club | Amin Al-Majri       | Moghny Reda         | Stephen Worgu      | Elijah Ari         |
| Dhofar Club  | Fernando Lopes      | Blaise Kouassi      | Felix Ogbuke       | Mosab Balhous      |
| Fanja SC     | Ibrahima Ndione     | Ike Thankgod        | Bilal Danguir      |                    |
| Saham        | Delimir Bajić       | Vítor Huvos         | Vinícius Salles    | Ziad Al-Samad      |
| Sohar        | Antonio Da Silveira | Roberto Metzker     | Çourage Pekuson    | Ahmad Abu Halawa   |
| Sur Club     | Tiago Chulapa       | Belal Abduldaim     | Ahmad Omaier       | Adel Abdullah      |

## Tabla de posiciones
|     | Equipos de fútbol | PJ | G  | E  | P  | GF | GC | Dif | Pts |
| --- | ----------------- | -- | -- | -- | -- | -- | -- | --- | --- |
| 01. | Al Oruba SC(C)    | 26 | 15 | 4  | 7  | 33 | 23 | +10 | 49  |
| 02. | Fanja SC          | 26 | 14 | 5  | 7  | 41 | 33 | +8  | 47  |
| 03. | Sur Club          | 26 | 13 | 7  | 6  | 37 | 26 | +11 | 46  |
| 04. | Al-Nasr           | 26 | 11 | 8  | 7  | 45 | 30 | +15 | 41  |
| 05. | Dhofar Club       | 26 | 9  | 11 | 6  | 41 | 32 | +9  | 38  |
| 06. | Al-Khabourah      | 26 | 10 | 7  | 9  | 34 | 31 | +3  | 37  |
| 07. | Al-Nahda          | 26 | 10 | 6  | 10 | 39 | 35 | +4  | 36  |
| 08. | Al-Musannah       | 26 | 8  | 9  | 9  | 40 | 36 | +4  | 33  |
| 09. | Saham SC          | 26 | 9  | 5  | 12 | 36 | 35 | +1  | 32  |
| 10. | Al-Shabab         | 26 | 8  | 8  | 10 | 34 | 38 | -4  | 32  |
| 11. | Al-Suwaiq         | 26 | 8  | 7  | 11 | 29 | 41 | -12 | 31  |
| 12. | Sohar SC          | 26 | 6  | 13 | 7  | 25 | 30 | -5  | 31  |
| 13. | Bowsher Club(D)   | 26 | 4  | 9  | 13 | 23 | 47 | -24 | 21  |
| 14. | Al-Seeb(D)        | 26 | 3  | 9  | 14 | 22 | 42 | -20 | 18  |

Pts = Puntos; PJ = Partidos jugados; G = Partidos ganados; E = Partidos empatados; P = Partidos perdidos; GF = Goles anotados; GC = Goles recibidos; Dif = Diferencia de goles

(C) = Campeón; (D) = Descendido; (P) = Promovido; (E) = Eliminado; (O) = Ganador de Play-off; (A) = Avanza a siguiente ronda.

Fuente:
1. 1 2  El 11 de diciembre de 2014, el defensor del título Al-Nahda se saltó un partido a disputarse en el Estadio Al-Saada en Salalah. La Comisión Disciplinaria de la Liga Profesional de Omán entregó el resultado del partido abandonado en favor de Dhofar (3-0 ) y se le descontó al club Al-Nahda un total de nueve puntos: tres por saltarse el dispositivo 11 de diciembre y seis más como penalización. Sin embargo, el 21 de mayo de 2015, la Corte de Arbitraje de la OFA anunció el veredicto para restablecer los seis puntos al club Al-Nahda que fueron atracados después de que se retiró del partido contra el Dhofar, y también anunció que una revancha debía jugarse entre los dos equipos el 28 de mayo 2015 en el Estadio Al-Saad, en Salalah.

|  | Liga de Campeones 2016 (Play-Off)                                                                             |
|  | Copa de la AFC 2016 (Play-Off)                                                                                |
|  | Fase de Grupo de la Copa de la AFC 2016 si el Al Oruba avanza a la Fase de Grupo de la Liga de Campeones 2016 |
|  | Copa de Clubes Campeones del Golfo 2016                                                                       |
|  | Play-Off para descenso a la Primera División de Omán 2016                                                     |
|  | Descenso a la Primera División de Omán 2016                                                                   |

## Serie de promoción y permanencia
El club Sohar Club, ubicado en la décima segunda posición del torneo, jugó una repesca contra el club Al-Rustaq, tercero de la edición 2014-15 de la Primera División de Omán, por la permanencia en la máxima categoría. Mantuvo la categoría al ganar la serie con un global de 2-1.
| 28 de mayo de 2015 | Al-Rustaq | 0:1 | Sohar Club   | Complejo Deportivo del Sultan Qaboos, Mascate |  |
|                    |           |     | Al-Fazari 80 |                                               |  |

| 31 de mayo de 2015 | Sohar Club   | 1:1 | Al-Rustaq     | Complejo Deportivo Regional Sohar, Sohar |  |
|                    | Al-Shaqsi 13 |     | Al-Shibili 17 |                                          |  |

## Estadísticas

### Goleadores
Actualizado al 28 de mayo de 2015.
| Posición | Jugador                  | Equipo      | Goles |
| -------- | ------------------------ | ----------- | ----- |
| 1        | Mechac Koffi             | Al-Nasr     | 19    |
| 2        | Abdoulaye Koffi          | Al-Suwaiq   | 14    |
| 3        | Abdul Rahman Al-Ghassani | Fanja SC    | 13    |
| 4        | Lucas Gaúcho             | Al-Shabab   | 12    |
| 5        | Jarlisson Pereira        | Al-Musannah | 11    |

## Controversias
La liga fue objeto de controversias como la negativa de árbitros de Omán para oficiar en los partidos de liga y el boicot de la Liga Profesional por los clubes .
Antes del inicio de la temporada 2014-15, 9 clubes de la Liga Profesional de Omán exigieron la cancelación de la Liga Profesional. Se informó que los presidentes de los 9 clubes (Al Oruba, Dhofar, Al- Seeb, Al- Nahda, Fanja, Bowsher, Sohar, Al- Shabab y Sur Club) celebraron una reunión en la sede del Sur Club el 7 de junio de 2014 con el fin de discutir la experiencia de diferentes clubes de la liga profesional. El comunicado emitido por los clubes después de esta reunión provocó una ola de controversia, ya que todos estos 9 clubes decidieron celebrar una reunión con Sayyid Khalid Al- Busaidi, Presidente de la Asociación de Fútbol de Omán y exigir la cancelación de la temporada 2014-15 . La razón dada fue que los clubes no pudieron satisfacer las exigencias financieras establecidas por la asociación y también que la asociación no ha cumplido las promesas hechas antes del inicio del Sistema de Liga Profesional.
En un hecho embarazoso para la Asociación de Fútbol de Omán (AFO), todos sus árbitros de primera división boicotearon la primera jornada a tres días del comienzo de la prestigiosa Omantel Liga Profesional (OPL), que comenzó el 11 de septiembre de 2014, sobre un tema de pago. Esta fue la primera vez que en Omán los árbitros acreditados por la OFA boicotearon partidos de la liga nacional durante un enfrentamiento. Los árbitros se negaron a oficiar en los partidos de primera ronda el 11 de septiembre de 2014, 12 de septiembre de 2014 y 13 de septiembre de 2014 sobre larga data pagos de bonos de la OFA. La disputa sobre el pago de bonos pendientes de los árbitros se había estado gestando desde la conclusión de la edición inaugural de la OPL, la temporada pasada. El partido de primera ronda entre el Sur SC y Al-Seeb Club fue pospuesta desde la hora programada a otra hora, y el partido entre el Dhofar SCSC y Al-Khaboora SC que también estaba previsto que se celebrará el 11 de septiembre fue aplazada para el día siguiente debido a la negativa de los árbitros de Omán para oficiar en los partidos de liga. La OFA, bajo la presidencia de Sayyid Jalid al Busaidy, logró desactivar la crisis mediante la solicitud del organismo rector del fútbol EAU para enviar oficiales de partido para conseguir la OPL comenzara. La Federación de EAU respondió debidamente, enviando 16 funcionarios: ocho árbitros y ocho jueces de línea, que oficiaron en los siete partidos de primera ronda que se adelantaron en la fecha prevista de jueves a sábado en varios lugares en Omán.
El 11 de diciembre de 2014, el defensor del título Al-Nahda no pudo dar vuelta en contra de Dhofar en un partido de la OPL, en el Estadio Al-Saada en Salalah. La Comisión Disciplinaria de la Liga Profesional de Omán entregó el resultado del partido abandonado en favor de Dhofar (3-0 ) y le descontó al club Al-Nahda un total de nueve puntos: tres para saltarse el dispositivo 11 de diciembre y seis más como penalizacióny.
El 11 de febrero de 2015, 4 clubes ( Al-Musannah, Al-Seeb, Bowsher y Fanja) de los 14 que participan en la 2014-15 Omán Liga Profesional junto con otros 8 clubes de Omán decidieron seguir adelante con su demanda de un General Extraordinaria reunión (EGM), con el objetivo de introducir una moción de censura contra loa members de la Junta de la Asociación.
El 7 de marzo de 2015, 10 de los 39 clubes que asisten aa reunión consultiva de la OFA salieron en protesta a mitad de camino en el proceso. La huelga fue desencadenada por la decisión de la OFA para desconvocar la Junta General Extraordinaria (EGM), que fue originalmente programado para el 7 de marzo de 2015. Sin embargo, la OFA la cual había acordado previamente para un EGM, el 6 de marzo de 2015 archivó la cumbre, citando una carta de la FIFA, rector del fútbol mundial. Al día siguiente, la OFA canceló la membresía de 11 clubes (Ahli Sidab, Al-Ittifaq , Al-Kamel Wa Al-Wafi, Al-Musannah, Al-Seeb, Bowsher, Dhofar, Fanja, Ibri, Ja'lan y Nizwa) para retirarse ilegalmente de la reunión de consulta realizada por la OFA.